# Klodesseottine
Klodesseottine /=Hay River people/, jedna od skupina Etchareottine Indijanaca (Petitot, Autour du lac des Esclaves, 363, 1891) s rijeke Hay River u Kanadi, teritorij Mackenzie, Sjeverozapadni teritorij. 
Godine 1904 bilo ih je 247 na gornjem toku rijeke i 115 na donjem. Njihovi potomci su današnji Katlodeeche ili Hay River Dene koje je predvodio poglavica Chiatlo, osnovavši 1893. stalno naselje. Hay River Dene populacija iznosi oko 400.